# Associazione Calcio Reggiana 1946-1947
Questa voce raccoglie le informazioni riguardanti l'Associazione Calcio Reggiana nelle competizioni ufficiali della stagione 1946-1947.

## La stagione
Nella stagione 1946-1947 vi sono grandi cambiamenti in casa granata. Allo Stadio Mirabello viene costruita la nuova tribuna in cemento e compaiono le alzate in legno delle gradinate di fronte alla tribuna. Con queste migliorie al Mirabello, strette strette, possono entrare anche 10.000 persone. L'allenatore Vanicsek lascia Reggio e al suo posto arriva Bruno Vale, che a metà campionato verrà a sua volta sostituito da Alcide Ivan Violi.
Livio Spaggiari è ceduto al Brescia (a fine carriera sarà per anni presidente di un importante consorzio di cooperative a Reggio), Gino Vasirani va al Bologna e il centravanti Omero Losi alla Roma, mentre arriva in granata un trio da Sestri Levante (Bruno Borri e Antonio Lucchese, che avevano fatto il militare a Reggio, ed Aldo Peruzzo), Dal Novara viene acquistato l'attaccante Aldo Foglio e dal Suzzara arrivano in granata il duo Giuseppe Marmiroli e Walter Mantovani.
L'inizio è duro, il 29 dicembre si batte il Parma al Mirabello per (1-0) con gol di Luigi Ganassi, dopo arriva la mortificante sconfitta di Cremona per (7-0). Umiliante è anche la sconfitta nel derby di ritorno con i ducali il 25 maggio del 1947 per (4-0). Dei quattro gol subiti a Parma uno è di Luigi Del Grosso, che guiderà tra qualche stagione la Reggiana nella risalita dalla IV serie alla B, negli anni cinquanta. Poi una quaterna la Reggiana la rifila alla Spal, la settimana dopo i granata battono il Forlì conquistando la salvezza. Nel torneo la Lucchese è promossa in serie A, mentre Cesena, Pro Gorizia, Forlì e Mestrina sono retrocesse in Serie C.

## Divise
| Prima divisa |

## Rosa
| N. |                   | Ruolo | Calciatore         |
| -- | ----------------- | ----- | ------------------ |
|    | Italia (bandiera) | P     | Flaminio Antoniani |
|    | Italia (bandiera) | D     | Carlo Benelli      |
|    | Italia (bandiera) | A     | Bruno Borri        |
|    | Italia (bandiera) | D     | Milo Campari       |
|    | Italia (bandiera) | A     | Emilio Cantarelli  |
|    | Italia (bandiera) | A     | Antonio Casarini   |
|    | Italia (bandiera) | D     | Ugo Colombo        |
|    | Italia (bandiera) | A     | Aldo Foglio        |
|    | Italia (bandiera) | C     | Luigi Ganassi      |
|    | Italia (bandiera) | D     | Gino Giaroli       |
|    | Italia (bandiera) | A     | Emilio Lonzar      |
|    | Italia (bandiera) | D     | Antonio Lucchese   |
|    | Italia (bandiera) | A     | Walter Mantovani   |
|    | Italia (bandiera) |       | Antenore Marmiroli |

| N. |                   | Ruolo | Calciatore          |
| -- | ----------------- | ----- | ------------------- |
|    | Italia (bandiera) | A     | Giuseppe Marmiroli  |
|    | Italia (bandiera) | P     | Livio Martinelli    |
|    | Italia (bandiera) | C     | Giovanni Menozzi    |
|    | Italia (bandiera) | C     | Vivante Montanari   |
|    | Italia (bandiera) | C     | Athos Panciroli     |
|    | Italia (bandiera) | A     | Aldo Peruzzo        |
|    | Italia (bandiera) | C     | Cesare Pilla        |
|    | Italia (bandiera) | A     | Dino Sala           |
|    | Italia (bandiera) | C     | Giuseppe Salvioli   |
|    | Italia (bandiera) | C     | Francesco Spaggiari |
|    | Italia (bandiera) | A     | James Tedeschi      |
|    | Italia (bandiera) | C     | Dino Testoni        |
|    | Italia (bandiera) | A     | Alcide Ivan Violi   |

## Serie B girone B

### Girone di andata
| Arbitro: | Pera (Firenze) |

|                          |           |  |
| Mezzadri 65’ Zanollo 75’ | Marcatori |  |

| Arbitro: | Zavattaro (Casale Monferrato) |

|            |           |             |
| Foglio 22’ | Marcatori | 81’ Lorenzi |

| Arbitro: | Maurelli (Roma) |

|                  |           |           |
| Rossi 70’ (rig.) | Marcatori | 58’ Borri |

| Arbitro: | Dellarole (Vercelli) |

|                         |           |           |
| Ganassi 49’ Peruzzo 87’ | Marcatori | 67’ Naldi |

| Arbitro: | Marchetti (Milano) |

|             |           |  |
| Zavatti 81’ | Marcatori |  |

| Arbitro: | Carpani (Milano) |

|             |           |              |
| Paliaga 48’ | Marcatori | 84’ Salvioli |

| Arbitro: | Garassino (Varese) |

|                       |           |             |
| Violi 16’ Peruzzo 26’ | Marcatori | 36’ Bertoli |

| Arbitro: | Bernardi (Savona) |

|                             |           |            |
| Giorgioni 4’ Braccianti 46’ | Marcatori | 18’ Foglio |

| Arbitro: | Matucci (Seregno) |

|                          |           |           |
| Mantovani 21’ Foglio 86’ | Marcatori | 38’ Conti |

| Mantova 24 novembre 1946 10ª giornata | Mantova        | 0 – 0 | Reggiana | Stadio John Robert Nation\| Arbitro: \| Sorbi (Genova) \| |
| Arbitro:                              | Sorbi (Genova) |       |          |                                                           |

| Arbitro: | Caprioli (Varese) |

|                    |           |             |
| Ganassi 88’ (rig.) | Marcatori | 55’ Vescovo |

| Verona 8 dicembre 1946 12ª giornata | Verona                  | 0 – 0 | Reggiana | Stadio Marcantonio Bentegodi\| Arbitro: \| Milanone Ridor (Biella) \| |
| Arbitro:                            | Milanone Ridor (Biella) |       |          |                                                                       |

| Arbitro: | Massai (Pisa) |

|                                                                                     |           |  |
| Colombi 32’ Degli Esposti 39’ Gè 41’, 90’ Denti 49’ Campari 76’ (aut.) Cattaneo 89’ | Marcatori |  |

| Arbitro: | Spaudo (Biella) |

|             |           |              |
| Peruzzo 18’ | Marcatori | 47’ Giordani |

| Arbitro: | Buratti (Milano) |

|             |           |  |
| Ganassi 83’ | Marcatori |  |

| Arbitro: | Matucci (Seregno) |

|                                         |           |  |
| Cremonesi 11’ Rancilio 58’ Emiliani 65’ | Marcatori |  |

| Arbitro: | Di Giovanni (Pescara) |

|          |           |  |
| Moro 30’ | Marcatori |  |

| Reggio Emilia 12 gennaio 1947 18ª giornata | Reggiana           | 0 – 0 | Padova | Stadio Mirabello\| Arbitro: \| Massironi (Milano) \| |
| Arbitro:                                   | Massironi (Milano) |       |        |                                                      |

| Arbitro: | Massai (Pisa) |

|                         |           |                         |
| Matassoni 14’ Totti 26’ | Marcatori | 9’ Mantovani 69’ Foglio |

| Reggio Emilia 26 gennaio 1947 20ª giornata | Reggiana        | 0 – 0 | Suzzara | Stadio Mirabello\| Arbitro: \| Arietti (Siena) \| |
| Arbitro:                                   | Arietti (Siena) |       |         |                                                   |

| 2 febbraio 1947 21ª giornata |  | – Riposo |  |  |

### Girone di ritorno
| Arbitro: | Stampacchia (Napoli) |

|               |           |               |
| Mantovani 35’ | Marcatori | 27’ Burattini |

| Arbitro: | De Paola (Bari) |

|               |           |  |
| Pandofini 71’ | Marcatori |  |

| Reggio Emilia 2 marzo 1947 24ª giornata | Reggiana         | 0 – 0 | Anconitana | Stadio Mirabello\| Arbitro: \| Silvano (Torino) \| |
| Arbitro:                                | Silvano (Torino) |       |            |                                                    |

| Arbitro: | Codeluppi (Lodi) |

|             |           |             |
| Minelli 59’ | Marcatori | 39’ Peruzzo |

| Arbitro: | Prandi (Roma) |

|            |           |  |
| Ganassi 2’ | Marcatori |  |

| Arbitro: | Arpaia (Roma) |

|                                              |           |                |
| Borri 8’, 23’ Mantovani 16’ G. Marmiroli 89’ | Marcatori | 21’ De Lazzari |

| Arbitro: | Canavesio (Torino) |

|                            |           |                     |
| Zarlatti 72’ D'Odorico 76’ | Marcatori | 88’ (aut.) Martinis |

| Arbitro: | Corradini (Bologna) |

|               |           |  |
| Mantovani 53’ | Marcatori |  |

| Arbitro: | Fois (Roma) |

|               |           |  |
| Rosellini 13’ | Marcatori |  |

| Arbitro: | Picasso (Milano) |

|  |           |                          |
|  | Marcatori | 79’ Forlani 81’ Porcelli |

| Arbitro: | Selva (Torino) |

|                   |           |               |
| Susmel 83’ (rig.) | Marcatori | 19’ Mantovani |

| Arbitro: | Donati (Milano) |

|                      |           |  |
| Peruzzo 7’ Borri 40’ | Marcatori |  |

| Arbitro: | Valsecchi (Milano) |

|                  |           |  |
| G. Marmiroli 62’ | Marcatori |  |

| Arbitro: | De Falco (Torre Annunziata) |

|             |           |              |
| Ferrari 82’ | Marcatori | 2’ Panciroli |

| Arbitro: | Bonivento (Venezia) |

|                                            |           |  |
| Concesi 70’, 77’ Del Grosso 85’ Zironi 90’ | Marcatori |  |

| Arbitro: | Crivelli (Viareggio) |

|                                           |           |               |
| Mantovani 4’, 43’ Peruzzo 23’ Ganassi 40’ | Marcatori | 52’ Montanari |

| Arbitro: | Milanone Ridor (Biella) |

|                                |           |             |
| G. Marmiroli 31’ Mantovani 33’ | Marcatori | 74’ Gardini |

| Arbitro: | Piemonte (Monfalcone) |

|                                                 |           |                   |
| Formentin 8’ Colaussi 18’ (rig.) 31’ Adcock 80’ | Marcatori | 9’, 25’ Mantovani |

| Arbitro: | Franzi (Vercelli) |

|           |           |  |
| Borri 32’ | Marcatori |  |

| Arbitro: | Garassino (Varese) |

|                  |           |  |
| A. Marmiroli 46’ | Marcatori |  |

| 6 luglio 1947 42ª giornata |  | – Riposo |  |  |

## Statistiche

### Statistiche di squadra
| Competizione | Punti | In casa | In casa | In casa | In casa | In casa | In casa | In trasferta | In trasferta | In trasferta | In trasferta | In trasferta | In trasferta | Totale | Totale | Totale | Totale | Totale | Totale | DR  |
| Competizione | Punti | G       | V       | N       | P       | Gf      | Gs      | G            | V            | N            | P            | Gf           | Gs           | G      | V      | N      | P      | Gf     | Gs     | DR  |
| ------------ | ----- | ------- | ------- | ------- | ------- | ------- | ------- | ------------ | ------------ | ------------ | ------------ | ------------ | ------------ | ------ | ------ | ------ | ------ | ------ | ------ | --- |
| Serie B      | 39    | 20      | 12      | 7       | 1       | 27      | 12      | 20           | 0            | 8            | 12           | 11           | 36           | 40     | 12     | 15     | 13     | 38     | 48     | -10 |

### Statistiche dei giocatori
| Giocatore     | Serie B  | Serie B |
| Giocatore     | Presenze | Reti    |
| ------------- | -------- | ------- |
| F. Antoniani  | 2        | -4      |
| C. Benelli    | 37       | 0       |
| B. Borri      | 29       | 5       |
| M. Campari    | 13       | 0       |
| A. Casarini   | 4        | 0       |
| U. Colombo    | 8        | 0       |
| A. Foglio     | 19       | 4       |
| L. Ganassi    | 35       | 5       |
| G. Giaroli    | 38       | 0       |
| E. Lonzar     | 3        | 0       |
| A. Lucchese   | 25       | 0       |
| W. Mantovani  | 27       | 11      |
| G. Marmiroli  | 38       | 3       |
| L. Martinelli | 38       | -44     |
| V. Montanari  | 5        | 0       |
| A. Panciroli  | 38       | 1       |
| A. Peruzzo    | 29       | 6       |
| C. Pilla      | 9        | 0       |
| D. Sala       | 4        | 0       |
| G. Salvioli   | 11       | 1       |
| F. Spaggiari  | 2        | 0       |
| J. Tedeschi   | 2        | 0       |
| D. Testoni    | 15       | 0       |
| Vale          | 1        | 0       |
| A. Violi      | 8        | 1       |